# Mike Holland
Michael Harry „Mike“ Holland (* 11. Dezember 1961 in Norwich, Vermont) ist ein ehemaliger US-amerikanischer Skispringer. Holland erreichte mehrere Podiums-Platzierungen im Skisprung-Weltcup, war fünffacher US-Landesmeister und 1985 für 27 Minuten Skiflug-Weltrekordhalter.

## Werdegang
Holland entstammt einer Wintersportfamilie in Norwich, Vermont. Auch seine Brüder der Skispringer Jim Holland und der Nordische Kombinierer Joe Holland sammelten Erfolge bei US-Meisterschaften. Mike Holland begann seine internationale Karriere im Winter 1982/83 im Skisprung-Weltcup. Bereits im zweiten Springen der Vierschanzentournee 1982/83 in Garmisch-Partenkirchen gewann er mit dem 12. Platz erste Weltcup-Punkte. Nach zwei weiteren 24. Plätzen in Innsbruck und Bischofshofen wurde er 17. in der Tournee-Gesamtwertung. In Harrachov sammelte Holland ebenfalls Weltcup-Punkte und sprang als Sechster auch erstmals unter die besten zehn. Wenige Tage später verpasste er als Vierter in Lake Placid seinen ersten Podestplatz nur knapp. Beim Skifliegen in Vikersund erreichte er in allen drei Wettbewerben ebenfalls Top-10-Platzierungen. In der Weltcup-Gesamtwertung stand er im März mit 83 Punkten auf dem 15. Platz.
In der folgenden Saison 1983/84 startete Holland erneut erst zur Vierschanzentournee. Jedoch brach er diese nach drei schwachen Springen ab und wurde am Ende nur 92. der Tournee-Gesamtwertung. Bei den folgenden Olympischen Winterspielen 1984 in Sarajevo sprang Holland auf Rang 41 von der Normal- und Rang 37 von der Großschanze. Zum Saisonende fand Holland mehr und mehr zu alter Form zurück und sprang auf dem Holmenkollbakken in Oslo auf den vierten Platz. In Planica sicherte er sich mit Rang zwei von der Normalschanze sein erstes Weltcup-Podium seiner Karriere. In die Saison 1984/85 startete er bereits Anfang Dezember bei den Springen in Nordamerika. Dabei sammelte er in Thunder Bay und Lake Placid in allen drei Springen Weltcup-Punkte. Die folgende Vierschanzentournee 1984/85 beendete er nach guten Ergebnissen auf Platz 29. Beim folgenden Weltcup in Cortina d’Ampezzo wurde Holland Fünfter.
Zu den Nordischen Skiweltmeisterschaften 1985 in Seefeld in Tirol verpasste er als 24. von der K90-Schanze im ersten Wettbewerb einen Top-Platz noch deutlich. Beim folgenden Teamspringen von der Großschanze in Innsbruck wurde er mit seinen Mannschaftskollegen Fünfter. Im Einzel auf der Toni-Seelos-Olympiaschanze wurde Holland Achter. Am 1. März 1985 feierte er in Lahti als Dritter einen weiteren Weltcup-Podestplatz. Bei der folgenden Skiflug-Weltmeisterschaft 1985 in Planica stellte Holland im ersten offiziellen Training mit 186 Metern einen neuen Skiflugweltrekord auf. Dieser hielt jedoch nur 27 Minuten, bevor ihn der Finne Matti Nykänen mit einem Sprung auf 187 Meter um einen Meter übertraf. Eine Runde später steigerte er den Weltrekord sogar noch auf 191 Meter.
Bei den Weltmeisterschaften 1987 in Oberstdorf sprang Holland auf eher enttäuschende Plätze. So erreichte er Rang 47 von der Normalschanze und Rang 31 von der Großschanze. Bei der Vierschanzentournee 1987/88 verpasste der US-Amerikaner erneut einen Top-Platz, nachdem er in Bischofshofen nur als 100. in der Wertung landete. Am Ende war er 65. der Tournee-Gesamtwertung. Bei seinen zweiten Olympischen Winterspielen 1988 in Calgary belegte Holland die Plätze 33 und 32. Im Teamspringen wurde er gemeinsam mit Ted Langlois, Mark Konopacke und Dennis McGrane Zehnter von 11 Mannschaften.
Im Rahmen der Vierschanzentournee 1988/89 gelang Holland auf der Paul-Außerleitner-Schanze in Bischofshofen sein erster und einziger Weltcup-Sieg. Die Tournee beendete er auf Rang acht. Auf der Großschanze von Harrachov verpasste er als Vierter einen weiteren Podestplatz. Bei seinen letzten Nordischen Skiweltmeisterschaften 1989 in Lahti flog er nach Platz 28 von der Großschanze auf den 25. Platz von der Normalschanze. Beim kommenden Skifliegen in Harrachov sicherte er sich als Zweiter ein weiteres Podium.
Nach der Saison beendete er seine aktive Skisprungkarriere.

## Erfolge

### Weltcupsiege im Einzel
| Nr. | Datum          | Ort           | Typ         |
| --- | -------------- | ------------- | ----------- |
| 1.  | 6. Januar 1989 | Bischofshofen | Großschanze |

## Statistik

### Weltcup-Platzierungen
| Saison  | Platz | Punkte |
| ------- | ----- | ------ |
| 1982/83 | 15.   | 083    |
| 1983/84 | 22.   | 041    |
| 1984/85 | 10.   | 086    |
| 1985/86 | 29.   | 023    |
| 1986/87 | 34.   | 021    |
| 1987/88 | 29.   | 029    |
| 1988/89 | 11.   | 081    |

### Vierschanzentournee-Platzierungen
| Saison  | Platz | Punkte |
| ------- | ----- | ------ |
| 1982/83 | 17.   | 887,5  |
| 1983/84 | 92.   | 193,9  |
| 1984/85 | 29.   | 618,6  |
| 1985/86 | 34.   | 616,4  |
| 1986/87 | 82.   | 264,4  |
| 1987/88 | 65.   | 362,0  |
| 1988/89 | 08.   | 802,5  |

### Weltrekorde
| #  | Schanze                         | Ort     | Land        | Weite   | aufgestellt am | Rekord bis    |
| -- | ------------------------------- | ------- | ----------- | ------- | -------------- | ------------- |
| 82 | Velikanka bratov Gorišek (K185) | Planica | Jugoslawien | 186,0 m | 15. März 1985  | 15. März 1985 |